# ایوان یاناکوف (بازیکن فوتبال)
ایوان یاناکوف (اوکراینی: Іван Федорович Янаков؛ زادهٔ ۷ ژوئیهٔ ۱۹۹۴) بازیکن فوتبال اهل اوکراین است.
از باشگاه‌هایی که در آن بازی کرده‌است می‌توان به باشگاه فوتبال ماریوپول اشاره کرد.